# Cijferfetisjisme
Cijferfetisjisme  is een pejoratieve term voor het obsessief focussen op cijfers, daarbij het werkelijke resultaat uit het oog verliezend. 
Cijferfetisjisme wordt gebruikt door mensen of instanties om getalsmatig een waarde toe te kennen aan een resultaat zonder te laten zien binnen welk bereik het getal zich kan bewegen.  Door het gebrek aan relativering blijft de uitkomst zonder waarde. Cijferfetisjisme wordt gebruikt in de politiek, het lobbyisme of in reclameuitingen. In negatieve zin wordt het gebruikt om een slechte uitkomst doelbewust te verbergen.
Een voorbeeld van cijferfetisjisme is: waarde hechten aan de tienden van procenten dat het inkomen van minima stijgt of daalt, maar de veel grotere variatie in de kosten van het levensonderhoud buiten beschouwing laten.
De term werd voor het eerst genoemd in een krantenartikel uit 1970. Het artikel hekelde hoe schoolresultaten werden vastgesteld door cijfers.